# Élections générales britanniques de 2024 en Irlande du Nord
Des élections générales britanniques ont lieu le 4 juillet 2024 pour élire la 59e législature du Parlement du Royaume-Uni.

## Résultats
| Parti                    | Parti                                  | Votes     | %    | +/- | Sièges | +/-           |  |
| ------------------------ | -------------------------------------- | --------- | ---- | --- | ------ | ------------- |  |
|                          | Sinn Féin                              | 210 891   | 27,0 | 4,2 | 7      | en stagnation |  |
|                          | Parti unioniste démocrate              | 172 058   | 22,1 | 8,5 | 5      | 3             |  |
|                          | Parti de l'Alliance d'Irlande du Nord  | 117 191   | 15,0 | 1,8 | 1      | en stagnation |  |
|                          | Parti unioniste d'Ulster               | 94 779    | 12,2 | 0,5 | 1      | 1             |  |
|                          | Parti social-démocrate et travailliste | 86 861    | 11,1 | 3,8 | 2      | en stagnation |  |
|                          | Voix unioniste traditionnelle          | 48 685    | 6,2  | Nv. | 1      | 1             |  |
|                          | Parti vert                             | 8 692     | 1,1  | 0,9 | 0      | en stagnation |  |
|                          | Le Peuple avant le profit              | 8 438     | 1,1  | 0,2 | 0      | en stagnation |  |
|                          | Aontú                                  | 7 466     | 1,0  | 0,2 | 0      | en stagnation |  |
|                          | Parti conservateur                     | 553       | 0,1  | 0,6 | 0      | en stagnation |  |
|                          | Independants                           | 23 602    | 3,0  | 2,8 | 1      | 1             |  |
|                          | Autres                                 | 624       | 0,1  | –   | 0      | –             |  |
|                          |                                        |           |      |     |        |               |  |
| Total unionistes         | Total unionistes                       | 336 988   |      |     | 8      | en stagnation |  |
| Total nationalistes      | Total nationalistes                    | 305 218   |      |     | 9      | en stagnation |  |
|                          |                                        |           |      |     |        |               |  |
| Votes valides            |                                        |           |      |     |        |               |  |
| Votes blancs et nuls     |                                        |           |      |     |        |               |  |
| Total                    | Total                                  |           | 100  | –   | 18     | en stagnation |  |
| Abstentions              |                                        |           |      |     |        |               |  |
| Inscrits / participation | Inscrits / participation               | 1 363 961 | 57,0 |     |        |               |  |